# Semana Internacional de Cine de Valladolid 2009

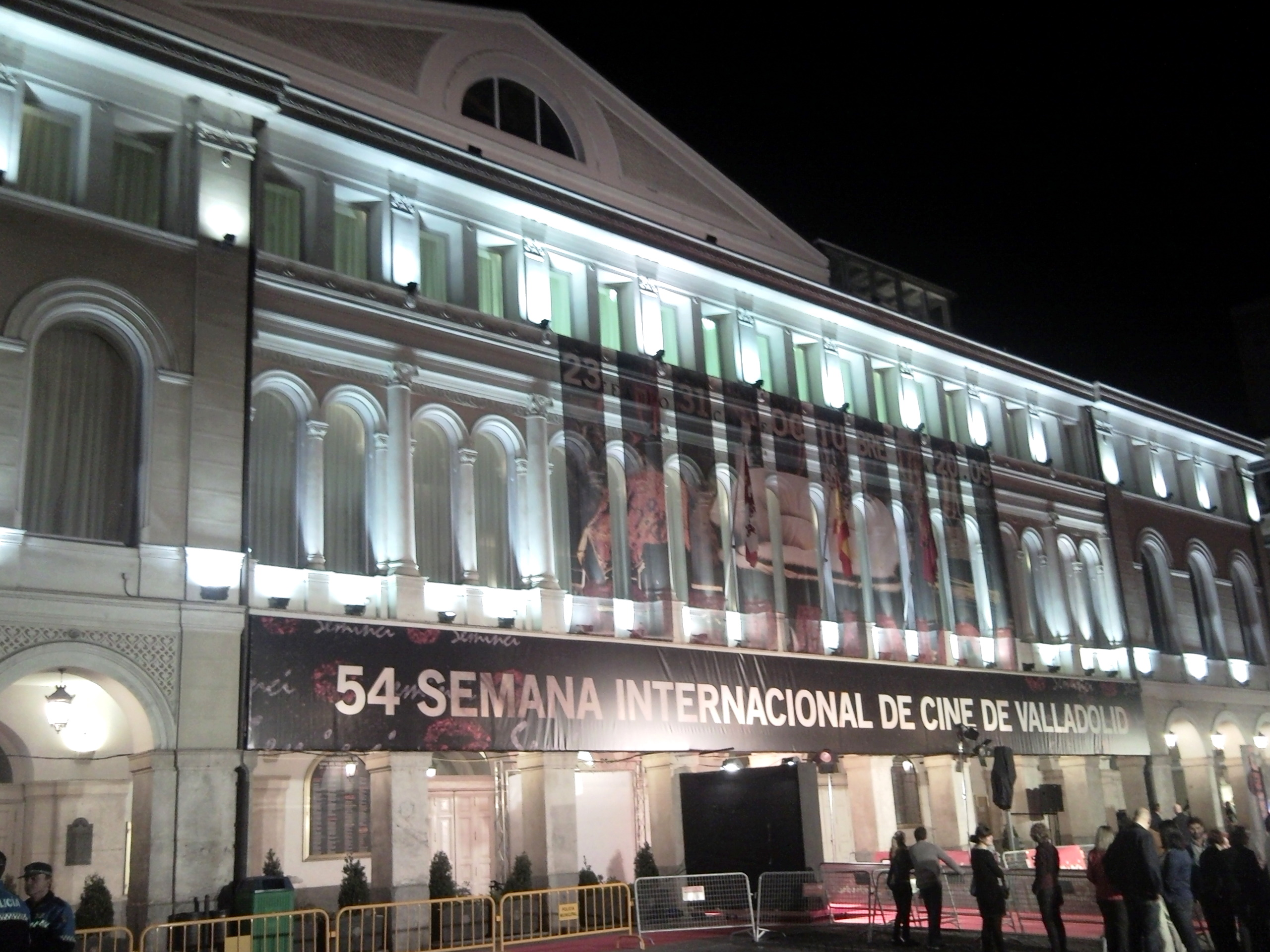
El Teatro Calderón durante la ceremonia de clausura.

La 54.ª edición de la Semana Internacional de Cine de Valladolid se celebró en la ciudad de Valladolid entre el 23 y el 31 de octubre de 2009.

## Cartel
El 7 de mayo se presentó la obra del diseñador madrileño Álvaro Molero Moreno, de 30 años, que fue la encargada de anunciar la 54.ª edición de la Semana Internacional de Cine de Valladolid. En el cartel aparecía un patio comunitario donde la referencia al cine se muestra con los títulos de películas y nombres de directores que se plasman en la pared de fondo del cartel.
La organización de la Semana recibió 174 originales. De ellos, 95 eran de Valladolid, 23 de Madrid, 8 del País Vasco, 7 de Cataluña, 6 de Andalucía y uno de Italia, entre otras procedencias.
El cartel fue elegido por primera vez mediante concurso público. La elección del ganador se realizó a través de un jurado formado por la directora del Museo Patio Herreriano, Cristina Fontaneda; la concejala de Cultura del Ayuntamiento de Valladolid, Mercedes Cantalapiedra; el gerente de la Fundación Jiménez Arellano, José Antonio Gil Verona, y la gerente del Teatro Calderón, Mercedes Guillamón, entre otros.

## Programación
La SEMINCI dedicó un gran ciclo al realizador oscense Carlos Saura, con toda su obra pictórica, fotográfica y cinematográfica.
También se conmemoró el 50 aniversario de la Nouvelle Vague, promovido por la publicación Cahiers du Cinema. 

## Palmarés

### Sección oficial
El largometraje Honeymoons, dirigido por Goran Paskaljević, se llevó la Espiga de Oro, máximo galardón del festival.
Lille soldat, película danesa dirigida por Anette K. Ollesen, consiguió la Espiga de Plata.
El premio a mejor actriz recayó en Trine Dyrholm, del filme Lille soldat.
El premio al Mejor Actor fue para Alberto San Juan, protagonista de La isla interior.
Adán Aliaga, ganó el Premio Pilar Miró al mejor nuevo director por Estigmas. La crítica internacional concedió su premio al francés Robert Guédiguian por el filme L'Armée du crime.
La española Retorno a Hansala, dirigida por Chus Gutiérrez, se alzó con el reconocimiento especial del jurado, mientras que el de Mejor Dirección de Fotografía fue para Mischa Gavrjusjov y Jan Troell por Los momentos eternos de María Larssons.
Por último, La ventana, de Carlos Sorín, se llevó el premio Fipresci por "la sinceridad que se desprende de una historia emocionante desarrollada en un universo cerrado", según el jurado. 
Respecto a los cortometrajes, la Espiga de Oro fue a parar a Cuidado con el hacha, de Jason Stutter, y la de Plata recayó en Hace tiempo pasó un forastero, de José Carrrasco.